# Ljekovita potočarka
Ljekovita potočarka (potočarka, gorušica vodena, dragušac, vodena kreša, lat.: Nasturtium officinale) brzorastuća poluvodena biljka iz porodice Brassicaceae. Biljka je udomaćena u Europi, sjevernoj Africi i Aziji, i jedno je od najstarijih vrsta povrća koje je čovjek koristio (brali su je već stari Grci i Rimljani). Stručak je biljke šupalj i pliva na vodi. Cvjetovi su sitni i bijele boje. Biljka se koristi i u narodnoj medicini. Postoji i više kultiviranih odlika ove biljke. Uzgaja se od 1650. (Njemačka, Erfurt). Kod nas se uzgoj preporuča od 1878. godine. Biljka sadrži više vitamina C od naranče, više kalcija od mlijeka i više željeza od špinata.

## Prehrambena vrijednost
Ljekovita potočarka sadrži gorke tvari, tanin, šećer, eterično ulje, rafanol, vitamine A, B1, B2, C i E, mineralne tvari poput željeza, joda, fosfora, kalcija. 100 gr svježeg lista daje 19 kilokalorija – 93,3 % vode, 2,2 gr bjelančevina, 0,3 gr masti, te 3 gr ugljikohidrata. Od minerala sadrži 151 mg kalcija, 54 mg fosfora, 1,7 mg željeza, 52 mg natrija i 282 mg kalija. Od vitamina sadrži 2940 µg beta-karotena, 0,08 mg tiamina (B1), 0,16 mg riboflavin (B2), 0,9 mg niacina i 79 mg vitamina C.

## Primjena u narodnoj medicini
Zahvaljujući svojim svojstvima potočarka se naširoko koristi u medicinskoj praksi, propisan je lijek za metaboličke poremećaje, čišćenje i poboljšanje krvi kao i za iskašljavanje te kao diuretičko sredstvo, za groznice i skorbut. Koristi se isključivo svježa biljka.
U narodnoj medicini koristi se kao sedativ kod živčanih bolesti. Sok biljke primjenjuje se izvana kod opeklina, lipoma, bradavica, polipa; iznutra kod bolesti štitne žlijezde, jetre, žučnih i mokraćnih kamenaca, anemije, kožnih bolesti, reumatizma, gihta, diabetes mellitusa . Prema nekim novijim istraživanjima biljka bi mogla biti od pomoći i kod nekih onkoloških oboljenja.

## Vanjske poveznice
Grlić, Lj. Samoniklo jestivo bilje, Zagreb 1980.
PFAF database Nasturtium officinale  Arhivirana inačica izvorne stranice od 30. studenoga 2012. (Wayback Machine)